# Radnice v Arbois
Radnice v Arbois je stavba z 18. století ve francouzském městě Arbois, stojící na 10 rue de l’Hôtel de Ville. Budova byla postavena jako klášter uršulinek.
Uršulinky se usadily v Arbois v roce 1617 a rozšířily svůj kostel mezi lety 1764 až 1768 podle plánů architekta Jean-Charlesa Colombota. Během francouzské revoluce byl klášter sekularizován a roku 1802 se město Arbois stalo majitelem budovy.  Zřídilo v ní obecní správu a okresní soud. 
Jako historická památka byla zapsána v roce 1993.